# Sestre (skupina)
Sestre so prva slovenska »drag queen« transvestitska skupina. Zrasle so na gejevski sceni in sicer v K4 in baru Tiffany na Metelkovi. V tej zasedbi so začele pod imenom »Štrumpant'l sisters«. Skupino sestavljajo Marlenna (Tomaž Mihelič), Daphne (Srečko Blas) in Emperatrizz (Damjan Levec).
Leta 2015 so se po večletnem premoru ponovno združile v novi sestavi – Daphne je namreč nadomestila Michelle (Miha Kavčič) – za nastop na Eurovision Gala Night, ki ga organizira OGAE Luksemburg.
Zmagale so na EMI 2002 in tako zastopale Slovenijo na Evroviziji v Talinu.
| Predhodnik: Nuša Derenda | Slovenija na Pesmi Evrovizije 2002 | Naslednik: Karmen Stavec |